# Cratichneumon amoenus
Cratichneumon amoenus är en stekelart som beskrevs av Heinrich Habermehl 1916.
Cratichneumon amoenus ingår i släktet Cratichneumon och familjen brokparasitsteklar. Inga underarter finns listade i Catalogue of Life.